# 6799 Сітфіфтітрі
6799 Сітфіфтітрі (6799 Citfiftythree) — астероїд головного поясу, відкритий 17 травня 1993 року.
Тіссеранів параметр щодо Юпітера — 3,021.